# شهر آجیلی
شهر آجیلی (به ژاپنی:チロリン村物語) یک مجموعه تلویزیونی انیمه ژاپنی، که از ۶ آوریل ۱۹۹۲ تا ۱۹ مارس ۱۹۹۳ از 
تلویزیون آموزشی ان‌اچ‌کی در ۱۷۰ قسمت پخش شد.
این مجموعه در ایران نیز دوبله و از شبکه یک سیما پخش شد.همچنین بارها از شبکه های دیگر باز پخش شد.

## داستان
شهر آجیلی یک شهر کوچک در میان جنگلی سرسبز است. ساکنین این شهر همگی آجیل و سبزی و میوه هستند...